# Pierre de Trani
Pierre de Trani (en italien : Pietro di Trani ; en latin : Petrus de Tranum) est un important baron italo-normand d'Apulie, dans l'Italie méridionale du XIe siècle.

## Biographie
Né probablement au début du XIe siècle, peut-être dans le duché de Normandie, Pierre est l'un des fils d'un certain Amicus, qui semble être un Normand apparenté aux frères Hauteville selon Guillaume de Pouille.
Pierre est présent en Italie dès les années 1030 ; de 1038 à 1040, il fait en effet partie des quelque 300 mercenaires normands à la solde des Byzantins combattant en Sicile les Musulmans, sous les ordres du général Georges Maniakès, et côtoyant notamment un autre aventurier normand, Guillaume de Hauteville, et le futur roi de Norvège Harald Hardrada, alors chef de la Garde varangienne.
Après la rupture entre les mercenaires normands et Byzance (1040), Pierre participe à la conquête normande du nord de l'Apulie. En 1042, il fait partie des douze chefs normands qui, à Melfi, se partagent l'ancienne Apulie byzantine après avoir élu pour chef à Matera, Guillaume de Hauteville dit « Bras-de-Fer » (septembre 1042). De ce partage, il obtient la cité de Trani (Tranum), sur l'Adriatique (près de Barletta), encore aux mains des Byzantins, qu'il réussira à chasser un peu plus tard, en 1046.
Le comté de Trani, l'un des plus importants du sud de l'Italie, comprend en outre les cités de Barletta (Barolum), de Andria (Andrum), de Bisceglie (Buxilias) et de Corato (Coretum) dont Pierre de Trani, qui ne cesse de contester l'autorité des Hauteville, fait améliorer les fortifications dans le but de se rendre autonome.
Il se montre d'ailleurs turbulent envers le nouveau maître de l'Apulie, Drogon, un frère de Guillaume Bras-de-Fer devenu comte d'Apulie en 1046, malgré la contestation de nombreux barons normands, Pierre de Trani à leur tête. En effet, après la mort de Guillaume Bras-de-Fer, Pierre avait tenté, en vain, de s'emparer du pouvoir par la force en se rendant à Melfi mais il fut repoussé et grièvement blessé dans un duel avec Drogon. Il serait mort peu après des suites de ses blessures mais c'est incertain. Il aurait en effet participé à la bataille de Civitate (1053) selon le chroniqueur Aimé du Mont-Cassin, et aurait survécu jusqu'en 1064, date à laquelle son fils et successeur Godefroi apparaît pour la première fois comme comte de Trani.
Pierre laisse deux filles, à qui le duc d'Apulie Robert Guiscard donnera de riches maris selon Aimé du Mont-Cassin, et trois fils : Amicus, Godefroi et Pierre.
Il est le frère de Gautier de Lesina.

## Généalogie simplifiée
- Amicus
  - Gautier de Lesina
    - Amicus de Giovinazzo
    - Godefroi de Melfi

  - Pierre de Trani
    - Amicus
    - Godefroi de Trani
      - Richard d'Andria
        - Godefroi d'Andria
          - Richard II d'Andria
            - Roger d'Andria
              - Robert de Calagio

    - Pierre II de Trani

## Sources
- Aimé du Mont-Cassin, Ystoire de li Normant (traduction du XIVe siècle en Vieux français).
- Guillaume de Pouille, Gesta Roberti Wiscardi.